# Алмазный (микрорайон)
Алмазный — микрорайон в Шевченковском районе Полтавы.

## История
Микрорайон был построен на территории бывшего пригорода Полтавы Новоселовки.
В 1964 году на юго-западной окраине Полтавы начали строить «Полтавский завод искусственных алмазов и алмазного инструмента». 22 января 1966 года этот крупнейший в СССР завод по изготовлению искусственных алмазов Архивировано 22 июня 2021 года. начал свою работу. Уже в марте завод выдал первые искусственные алмазы и инструменты на их основе. В том же году было начато широкомасштабное строительство жикрупнейший в СССР завод по изготовлению искусственных алмазовлмассива, получившего название «Алмазный».
К концу 1970-х годов строительство жилого массива было завершено. Из-за отсутствия качественного стенового кирпича, крупноразмерных стеновых блоков и панелей. Из-за чего, микрорайон застроили преимущественно пятиэтажными домами, что не отвечало первоначальным замыслам застройщиков, планировавшим застройку массива постройками смешанной этажности. И только с развитием в городе крупнопанельного домостроения по периметру «Алмазного» построили девяти- и четырнадцатиэтажные дома.
В 1980-х годах строительство на незастроенных территориях юго-западной окраины Полтавы продолжили, в том числе в микрорайоне «Алмазный».

## Промышленность
В 2005 году «Полтавский завод искусственных алмазов и алмазного инструмента» был реорганизован в два отдельных предприятия — ПАО «Полтавский алмазный инструмент», находящийся на улице Героев АТО, 71б. И ОАО «Элемент Шесть», которое в 2011 году переименовали в ПАО «Кристалист» находящееся по адресу улица Героев АТО 71а.